# カサ・デ・ヴェラスケス
カサ・デ・ヴェラスケス(Casa de Velázquez)はスペインのマドリードにあるフランス政府の学術的・文化的・職業専門的性格を有する公施設法人で、ローマ・フランス学院、アテネ・フランス学院、フランス・オリエント考古学研究所、フランス極東学院と共に国民教育省が管轄する国外研究機関の5つのうちの1つ。学術、文化、職業における教育を行い、スペインおよびイベリア世界の芸術、言語、文学、人類学、歴史、考古学における創造と研究を促進する目的を持ち、研究者、芸術家、教育者を養成している。

## 歴史
1916年、芸術アカデミーの終身書記でオルガニスト、作曲家であったシャルル＝マリー・ヴィドールは、イタリア、ヴィラ・メディチの在ローマ・フランス・アカデミーで長年フランスの芸術家養成が行われてきたことを受け、スペインでの芸術家養成、在マドリード・フランス・アカデミーを考案した。芸術家および研究者の滞在施設を建設するために、スペイン国王アルフォンソ13世自らマドリードの20000平方メートルの土地をフランスに譲り与えた。1920年に建築家レオン・シフロの手によって整備されたカサ・デ・ヴェラスケスは1929年に開館し、建築家カミーユ・ルフェーヴルの手によって1935年まで増築され続けた。スペイン内戦によって破壊されたものの、1959年に大学都市として再建された。2010年から2011年にかけてカサ・デ・ヴェラスケスは大規模な工事を行い、その基本館が近代化された。1979年にカサ・デ・ヴェラスケスはソフィア妃、アン・アイモーン・ジスカールデスタン臨席の元、50周年を迎えた。

## 養成
カサ・デ・ヴェラスケスでは毎年、フランス学士院と芸術アカデミーの審査により、在マドリード・フランス・アカデミー(Académie de France à Madrid)にて画家、彫刻家、版画家、建築家、作曲家などの13名の芸術家を受け入れ、スペイン・イベリア高等研究院 (École des Hautes Études Hispaniques et Ibérique)にて考古学、歴史学、地理学、文学などの研究者を18名受け入れている。またスペインからの奨学生2名を受け入れる他、1ヶ月滞在の学生への奨学金支給も行っている。イベリア半島滞在を必要とする仕事を行うフランス人および外国人の若手芸術家、博士研究者に対して開かれている。

## 参照
- Des palais en Espagne: L'École des hautes études hispaniques et la Casa de Velázquez au cœur des relations franco-espagnoles du XXe siècle (1898-1979). Bibliothèque de la Casa de Velázquez. Vol. 10. Casa de Velázquez. 1994. OCLC 31739895
- 75 aniversario de la Casa de Velázquez. Memoria gráfica 1928-2003, Madrid, Casa de Velázquez, 2006, 182 p. [accompagné d'un CD d'œuvres de compositeurs membres de la Casa de Velázquez : Thierry Machuel, Philippe Hersant, Jean-Philippe Bec, Jean-Louis Florentz, interprétation par l'ensemble vocal Soli-Tutti, sous la direction de Denis Gautheyrie] ISBN 8-49555-596-4